# Rács (vagyonvédelem)

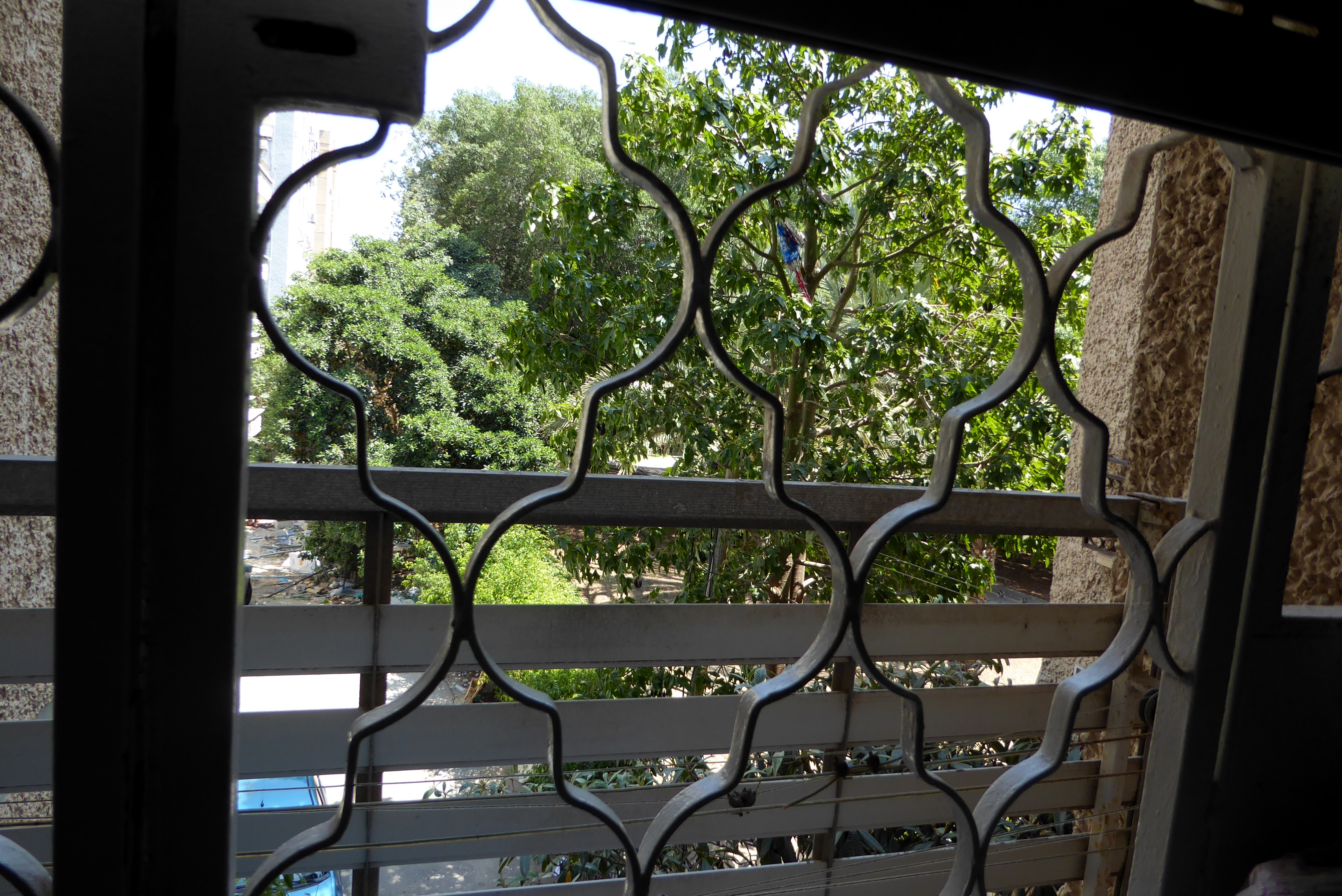
Rács

A rács méretre vágott anyagok egymástól meghatározott távolságban összeillesztett együttese, a betörésvédelem alapeleme. Nagyobb értéket örző épületek kiegészítő biztonsági megoldása.

## Követelmények
- a teljes rácsfelület osztása maximum 100x130 mm lehet
- a rács egy szálának kivágásával még nem keletkezhet behatolásra alkalmas nagyságú nyílás
- a rács anyaga 12 mm (pénzintézeteknél 16 mm) átmérőjű, hegeszthető köracél, vagy ezzel egyenértékű szilárdságú anyag
- a szálakat minimum 300 mm-enként, legalább minimum 150 mm-es beépítési mélységgel kell a falazatba illeszteni